# سروهيت
سروهيت إحدى قرى مركز منوف التابع لمحافظة المنوفية بجمهورية مصر العربية.

## التاريخ
قرية سروهيت من القرى القديمة، حيث وردت باسم «السرو» في أعمال المنوفية ضمن قرى الروك الناصري التي أحصاها ابن الجيعان في كتاب «التحفة السنية بأسماء البلاد المصرية»، وقال ابن الجيعان أنها من كفور شمما. وفي العصر العثماني وردت باسم «السرو» في التربيع العثماني الذي أجراه الوالي العثماني سليمان باشا الخادم في عصر السلطان العثماني سليمان القانوني ضمن قرى ولاية المنوفية، وفي تاريخ 1228هـ/1813م الذي عدّ قرى مصر بعد المسح الذي قام به محمد علي باشا باسم «سروهيت» ضمن قرى مديرية المنوفية.

## السكان
بلغ عدد سكان سروهيت 8,149 نسمة، حسب الإحصاء الرسمي لعام 2006.